# Birgit Kohlrusch
Birgit Kohlrusch (* 21. Dezember 1965 in Braunlage) ist eine ehemalige deutsche Skilangläuferin.

## Werdegang
Kohlrusch, die für die SC Monte Kaolino Hirschau startete, trat international erstmals bei den Junioren-Skiweltmeisterschaften 1985 in Täsch in Erscheinung. Dort belegte sie den 35. Platz über 10 km und den achten Rang mit der Staffel. Bei den Nordischen Skiweltmeisterschaften 1987 in Oberstdorf lief sie auf den 43. Platz über 10 km klassisch, auf den 42. Rang über 20 km Freistil und auf den 12. Platz mit der Staffel. Im folgenden Jahr belegte sie bei den Olympischen Winterspielen in Calgary den 44. Platz über 5 km klassisch, den 41. Rang über 20 km Freistil und den 11. Platz zusammen mit Stefanie Birkelbach, Karin Jäger und Sonja Bilgeri in der Staffel. Bei deutschen Meisterschaften siegte sie 1986 über 5 km, 10 km und 20 km und 1989 über 30 km. Zudem wurde sie mehrfache Meisterin mit der Staffel von SC Monte Kaolino Hirschau.